# Nazionale maschile di pallavolo del Montenegro
La nazionale maschile di pallavolo del Montenegro è una squadra europea composta dai migliori giocatori di pallavolo del Montenegro ed è posta sotto l'egida della Federazione pallavolistica del Montenegro.

## Rosa
Segue la rosa dei giocatori convocati per il campionato europeo 2023.
| N° | Nome              | Ruolo | Data di nascita  | Squadra                |
| -- | ----------------- | ----- | ---------------- | ---------------------- |
| 1  | Aleksandar Minić  | O     | 1º novembre 1996 | Jakarta Pertamina      |
| 3  | Luka Babić        | C     | 7 luglio 1994    | Surabaya BIN Samator   |
| 4  | Ivan Zvicer       | S     | 5 agosto 1998    | Al-Jazira              |
| 6  | Vojin Ćaćić       | S     | 31 marzo 1990    | Friedrichshafen        |
| 8  | Marko Joksimović  | P     | 9 ottobre 2002   | -                      |
| 9  | Marko Bojić       | S     | 13 novembre 1988 | Al-Nassr               |
| 10 | Milan Rovčanin    | L     | 3 luglio 2003    | Jedinstvo Bijelo Polje |
| 12 | Jovan Delić       | L     | 28 marzo 1993    | Maccabi Hod HaSharon   |
| 13 | Blažo Milić       | C     | 22 novembre 1987 | Maccabi Hod HaSharon   |
| 14 | Bojan Strugar     | O     | 30 giugno 1995   | Budućnost Podgorica    |
| 15 | Đorđe Jovović     | O     | 15 ottobre 2001  | Triglav Kranj          |
| 17 | Nikola Đurović    | C     | 10 giugno 2006   | Jedinstvo Bijelo Polje |
| 22 | Danilo Dubak      | P     | 4 ottobre 2002   | Budućnost Podgorica    |
| 24 | Rastko Milenković | P     | 21 febbraio 2004 | Budva                  |

## Risultati

### Competizioni CEV
| 1948 | non esistente   | -            |
| 1950 | non esistente   | -            |
| 1951 | non esistente   | -            |
| 1955 | non esistente   | -            |
| 1958 | non esistente   | -            |
| 1963 | non esistente   | -            |
| 1967 | non esistente   | -            |
| 1971 | non esistente   | -            |
| 1975 | non esistente   | -            |
| 1977 | non esistente   | -            |
| 1979 | non esistente   | -            |
| 1981 | non esistente   | -            |
| 1983 | non esistente   | -            |
| 1985 | non esistente   | -            |
| 1987 | non esistente   | -            |
| 1989 | non esistente   | -            |
| 1991 | non esistente   | -            |
| 1993 | non esistente   | -            |
| 1995 | non esistente   | -            |
| 1997 | non esistente   | -            |
| 1999 | non esistente   | -            |
| 2001 | non esistente   | -            |
| 2003 | non esistente   | -            |
| 2005 | non esistente   | -            |
| 2007 | non qualificata | -            |
| 2009 | non qualificata | -            |
| 2011 | non qualificata | -            |
| 2013 | non qualificata | -            |
| 2015 | non qualificata | -            |
| 2017 | non qualificata | -            |
| 2019 | 18º posto       | Convocazioni |
| 2021 | 24º posto       | Convocazioni |
| 2023 | 20º posto       | Convocazioni |

| 2004 | non qualificata | -            |
| 2005 | non qualificata | -            |
| 2006 | non qualificata | -            |
| 2007 | non qualificata | -            |
| 2008 | non qualificata | -            |
| 2009 | non qualificata | -            |
| 2010 | non qualificata | -            |
| 2011 | non qualificata | -            |
| 2012 | non qualificata | -            |
| 2013 | 5º posto        | Convocazioni |
| 2014 | 1º posto        | Convocazioni |
| 2015 | non qualificata | -            |
| 2016 | non qualificata | -            |
| 2017 | non qualificata | -            |
| 2018 | non qualificata | -            |
| 2019 | non qualificata | -            |
| 2021 | non qualificata | -            |
| 2022 | non qualificata | -            |
| 2023 | non qualificata | -            |
| 2024 | non qualificata | -            |
| 2025 | 12º posto       | Convocazioni |

### Competizioni zonali
| 1987 | non esistente   | -            |
| 1989 | non esistente   | -            |
| 1991 | non esistente   | -            |
| 1993 | non esistente   | -            |
| 1995 | non esistente   | -            |
| 1997 | non esistente   | -            |
| 1999 | non esistente   | -            |
| 2001 | non esistente   | -            |
| 2003 | non esistente   | -            |
| 2005 | non esistente   | -            |
| 2007 | non qualificata | -            |
| 2009 | non qualificata | -            |
| 2011 | 1º posto        | Convocazioni |
| 2013 | non qualificata | -            |
| 2015 | non qualificata | -            |
| 2017 | non qualificata | -            |
| 2019 | 1º posto        | Convocazioni |

| 1959 | non esistente   | -            |
| 1963 | non esistente   | -            |
| 1967 | non esistente   | -            |
| 1971 | non esistente   | -            |
| 1975 | non esistente   | -            |
| 1979 | non esistente   | -            |
| 1983 | non esistente   | -            |
| 1987 | non esistente   | -            |
| 1991 | non esistente   | -            |
| 1993 | non esistente   | -            |
| 1997 | non esistente   | -            |
| 2001 | non esistente   | -            |
| 2005 | non esistente   | -            |
| 2009 | 7º posto        | Convocazioni |
| 2013 | non qualificata | -            |
| 2018 | non qualificata | -            |
| 2022 | non qualificata | -            |

### Competizioni estinte
| 1990 | non esistente   | -            |
| 1991 | non esistente   | -            |
| 1992 | non esistente   | -            |
| 1993 | non esistente   | -            |
| 1994 | non esistente   | -            |
| 1995 | non esistente   | -            |
| 1996 | non esistente   | -            |
| 1997 | non esistente   | -            |
| 1998 | non esistente   | -            |
| 1999 | non esistente   | -            |
| 2000 | non esistente   | -            |
| 2001 | non esistente   | -            |
| 2002 | non esistente   | -            |
| 2003 | non esistente   | -            |
| 2004 | non esistente   | -            |
| 2005 | non esistente   | -            |
| 2006 | non esistente   | -            |
| 2007 | non qualificata | -            |
| 2008 | non qualificata | -            |
| 2009 | non qualificata | -            |
| 2010 | non qualificata | -            |
| 2011 | non qualificata | -            |
| 2012 | non qualificata | -            |
| 2013 | non qualificata | -            |
| 2014 | non qualificata | -            |
| 2015 | 22º posto       | Convocazioni |
| 2016 | 29º posto       | Convocazioni |
| 2017 | 31º posto       | Convocazioni |